# ティエルノ・バリー
ティエルノ・ママドゥ・バリー（Thierno Mamadou Barry, 2002年10月21日 - ）は、フランスのリヨン出身のプロサッカー選手。プレミアリーグのエヴァートンFC所属。ポジションはフォワード。

## 経歴

### キャリア初期
2021年までSCトゥーロンのユースアカデミーでプレーした後、FCソショー＝モンベリアルのリザーブチームでプロデビューした。
2022年7月6日、SKべフェレンと2年契約を結んだ。

### バーゼル
2023年7月3日にスイス・スーパーリーグのFCバーゼルへ完全移籍し、4年契約を結んだ。27日、UEFAヨーロッパカンファレンスリーグ予選のFCトボル戦で移籍後初得点を記録したが、この試合の後半にレッドカードで退場した。

### ビジャレアル
2024年8月24日にラ・リーガのビジャレアルCFへ完全移籍し、4年契約を結んだ。

### エヴァートン
2025年7月9日、プレミアリーグのエヴァートンFCへ完全移籍し、4年契約を結んだ。なお、BBCスポーツによればビジャレアルはバリーの契約解除金を3,450万ポンドに設定していたものの、エヴァートンは交渉の末に2,700万ポンドの移籍金を支払うことで取引が成立したとしている。